# Cristóbal Jorquera
Cristóbal Andrés Jorquera Torres (Santiago de Xile, 4 d'agost de 1988) és un futbolista xilè que juga de migcampista al Genoa CFC d'Itàlia. Cristobal va jugar amb les categories inferiors de la selecció i va debutar amb la selecció absoluta el 26 de març de 2011, en un partit amistós contra Portugal. El 2006 va guanyar amb el Club Social y Deportivo Colo-Colo els tornejos Obertura i Clausura de Xile.
Cristóbal Jorquera va començar a jugar com a jugador professionalment amb Club Social y Deportivo Colo-Colo en el Torneig Obertura de la Primera Divisió, el 4 de juny de 2006, davant Universidad de Concepción. En el Torneig de Clausura d'aquell mateix any disputaria 9 partits, i a més faria el seu debut oficial internacional, jugant a la Copa Sud-americana del 2006, i entrant de titular davant l'Alajuelense de Costa Rica. En aquesta competició, el Colo-Colo arribaria a la final, perdent amb el Pachuca mexicà. Jorquera tot i no ser titular indiscutible, es proclama campió dels dos torneigs de l'any a Xile, el Torneig Obertura 2006 i el Torneig Clausura 2006.
A l'any següent va ser cedit en qualitat de préstec al Deportivo Ñublense, on va disputar 14 partits i va marcar el seu primer gol com a professional, contra el Cobresal (1-1), el 6 de maig de 2007. Per al Torneig de Clausura d'aquest any, va ser cedit a Unión Espanyola, on va jugar 15 partits. Per al Torneig d'Obertura de 2008, Jorquera va retornar al club inicial. Progressivament va anar consolidant-se com a titular, jugant un total de 35 partits i marcant 10 gols, tot i que la temporada 2009-10, va jugar cedit amb el Club Deportivo O'Higgins.
En el primer semestre del 2011 és transferit al Genoa CFC d'Itàlia. Va debutar oficialment amb el club el 19 de setembre de 2011 en un partit contra la Società Sportiva Lazio. El seu primer gol amb el Genoa, el fa en la Copa d'Itàlia, contra Bari (3-2) el 24 de novembre. El 21 de desembre marca el seu primer gol en la Lliga italiana de futbol en el partit Napoli-Genoa (6-1).